# 赤井愛
赤井 愛（あかい あい）は、日本のプロダクトデザイン学者。大阪工業大学ロボティクス＆デザイン工学部空間デザイン学科教授。日本デザイン学会第4支部副支部長。
専門は、プロダクトデザイン・感性デザイン情報学。

## 略歴
筑波大学芸術専門学群卒業後、1998年同大学大学院デザイン研究科修士修了。松下電工 (現パナソニック)デザイン部電情建デザイン開発センターを経て、2009年 大阪工業大学工学部空間デザイン学科に着任。2017年 同大学ロボティクス＆デザイン工学部空間デザイン学科准教授。2025年同学科教授。
主な受賞は、日本デザイン学会会長賞受賞（2018）。指導する大阪工業大学空間デザイン学科生が、JIDA学生デザイン賞2020、「草津街あかり」学生ART展 最優秀賞2017/2018を受賞している。
また、指導する空間デザイン学科生と共に、世界最大級の芸術・メディアアートの祭典「アルス・エレクトロニカ」2015（オーストリア・リンツ）にプロジェクションマッピングの海外出展を行なった。